# Forêt nationale de Finger Lakes
La forêt nationale de Finger Lakes est une forêt fédérale protégée située dans l'état de New York, aux États-Unis.
Elle s'étend sur une surface de 65,80 km2 et a été créée 1985. C'est la seule forêt nationale de l'état.

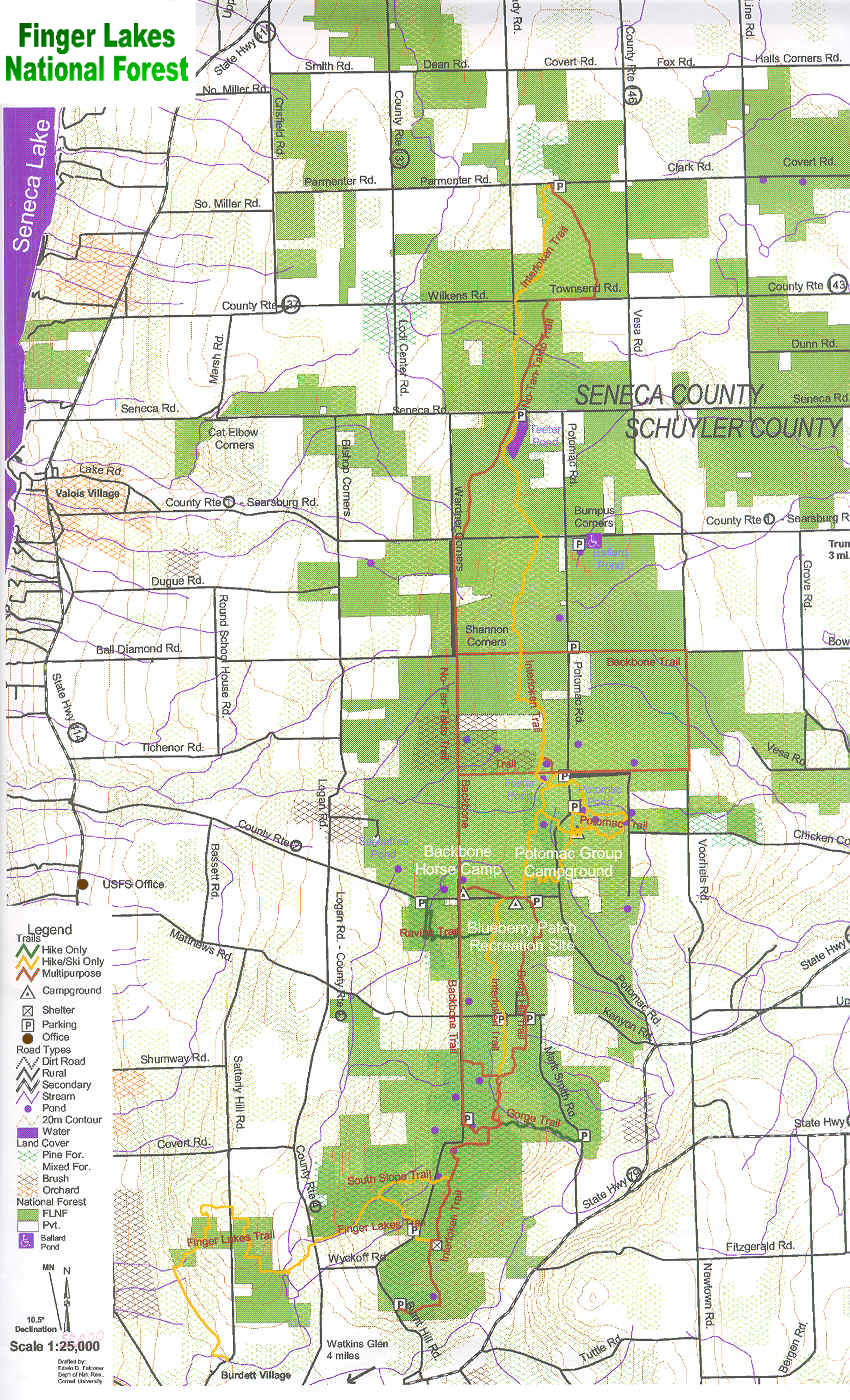
Carte de la forêt nationale de Finger Lakes.